# Bãi Ốc Tai Voi
Bãi Ốc Tai Voi là một núi ngầm thuộc quần đảo Hoàng Sa, nằm cách đá Bông Bay 23 hải lý (42,6 km) về phía tây nam. Đây được xem là điểm cực nam của cả quần đảo.
Bãi Ốc Tai Voi là đối tượng tranh chấp giữa Việt Nam, Đài Loan và Trung Quốc. Hiện nay, Trung Quốc đang kiểm soát thực thể này.
- Tên gọi: bãi ngầm Ốc Tai Voi; tiếng Anh: Herald Bank; tiếng Trung: 嵩焘滩; bính âm: Sōngtāo tān, Hán-Việt: Tung Đảo than

Sách Phủ biên tạp lục từng nhắc đến loại sản vật biển "ốc tai voi" ở Hoàng Sa:
Phủ Quảng Ngãi, huyện Bình Sơn có xã An Vĩnh ở gần biển. Ngoài biển về phía đông bắc có nhiều cù lao, các núi linh tinh hơn 130 ngọn, (...) Bên bãi vật lạ rất nhiều. Ốc vân thì có ốc tai voi, to như chiếc chiếu, bụng có hạt to bằng đầu ngón tay, sắc đục, không như ngọc trai, các vỏ có thể đẽo làm tấm bài được, lại có thể nung vôi xây nhà.— Lê Quý Đôn, Phủ biên tạp lục, quyển 2, 1776

- Đặc điểm: theo mạng Hải Nam sử chí của Trung Quốc thì bãi Ốc Tai Voi là một "bình đỉnh sơn" dưới nước - tức một núi ngầm đỉnh phẳng - sâu 232 m.[1] Theo Cơ quan Lập Bản đồ Quốc phòng (DMA) của Hoa Kỳ thì đây là một "knoll",[4] tức một tiểu loại núi ngầm[5] thường cao trên 500 m nhưng không cao quá 1.000 m tính từ đáy biển, đồng thời phần đỉnh cũng không trải rộng.[6]